# Frederick Lugard, 1° Barão de Lugard
Frederick John Dealtry Lugard, 1º Barão Lugard (22 de janeiro de 1858  - 11 de abril de 1945), conhecido como Sir Frederick Lugard foi um soldado britânico, mercenário, explorador da África e administrador colonial. Foi governador de Hong Kong (1907–1912), o último governador do protetorado do sul da Nigéria (1912–1914), o primeiro alto comissário (1900–1906) e o último governador (1912–1914) do protetorado do norte da Nigéria e o primeiro governador-geral da Nigéria (1914–1919).
Embora a cidade já existia antes de sua chegada, é atrubuído a ele o título de" fundador da cidade de Campala", a capital da Uganda e maior área metropolitana do país.

## Vida e Educação
Lugard nasceu em Madras (hoje Chennai) na Índia, mas foi criado em Worcester, Inglaterra. É filho do Rev. Frederick Grueber Lugard, capelão do Exército Britânico em Madras, e sua terceira esposa Mary Howard (1819 a 1865), filha mais nova do Rev. John Garton Howard. filho de nobres desembarcados de Thorne e Melbourne, perto de York, Lugard foi educado na Rossall School e no Real Academia Militar de Sandhurst. O nome 'Dealtry' foi em homenagem a Thomas Dealtry, um amigo de seu pai.

## Carreira Militar
Lugard foi comissionado no 9º Pé (Regimento de East Norfolk) em 1878 e ingressou no segundo batalhão na Índia; serviu na Segunda Guerra Anglo-Afegã, 1878-1880, na campanha do Sudão, 1884-1885 e na Terceira Guerra Anglo-Birmanesa, em novembro de 1885 e recebeu a Ordem de Serviço Distinto em 1887. Após esse início promissor, sua carreira foi descarrilada quando ele se apaixonou por uma divorciada britânica que se casou duas vezes na Índia; Ao saber que ela havia sido ferida em um acidente, ele abandonou seu posto na Birmânia para se juntar a ela em Lucknow e depois a seguiu para a Inglaterra. Quando ela o rejeitou, Lugard decidiu começar de novo na África.

### Guerra de Karonga
Por volta de 1880, um grupo de comerciantes suaíli liderados por Mlozi bin Kazbadema estabeleceu bases comerciais no setor noroeste do Lago Malawi, incluindo uma paliçada no lago de Chilumba, de onde marfim e escravos poderiam ser transportados através do lago. Em 1883, a African Lakes Company estabeleceu uma base em Karonga para trocar marfim por mercadorias comerciais desses comerciantes suaíli.
As relações entre os dois grupos se deterioraram, em parte por causa dos atrasos ou falta de vontade da empresa em fornecer armas, munições e outros bens comerciais, e também porque os comerciantes suaílis se voltaram mais para a escravidão, atacando as comunidades que a empresa havia prometido proteger e as hostilidades estouraram em meados de 1887. A série de confrontos armados intermitentes que ocorreram até meados de 1889 é conhecida como Guerra de Karonga, ou às vezes Guerra Árabe.
O depósito da African Lakes Company em Karonga foi evacuado no final do ano, mas em maio de 1888, o capitão Lugard, convencido pelo cônsul britânico em Moçambique, chegou para liderar uma expedição contra Mlozi, patrocinada pela African Lakes Company, mas sem o apoio oficial do governo britânico.
A primeira expedição de Lugard de maio a junho de 1888 atacou as paliçadas de suaíli sem muito sucesso e, no curso de um ataque, Lugard foi ferido e se retirou para o sul. A segunda expedição de Lugard, em dezembro de 1888 a março de 1889, foi maior e incluiu um canhão de 7 libras, que no entanto não conseguiu romper as paredes da paliçada. Após este segundo fracasso, Lugard deixou a região do Lago Malawi para a Grã-Bretanha em abril de 1889.

## Exploração da África Oriental

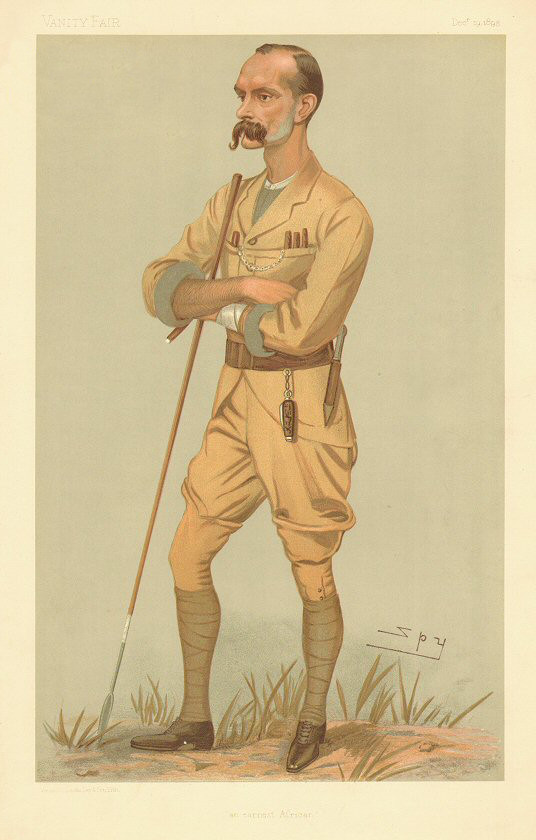
Lugard caricaturado por Leslie Ward para a Vanity Fair (revista britânica), 1895

Depois de deixar Nyasaland em abril de 1889, Lugard aceitou uma posição na Companhia Britânica Imperial da África Oriental (IBEAC) e chegou a Mombaça na costa leste da África em dezembro. Um ano antes, em 1888, o IBEAC recebeu uma carta real da rainha Victoria para explorar a "esfera de influência britânica" entre Zanzibar e Uganda e estava ansiosa por abrir uma rota comercial entre o lago Victoria, em Uganda, e o porto costeiro de Mombaça. Seu primeiro posto comercial interior foi estabelecido em Machakos, a 240 milhas da costa. Mas a rota tradicional estabelecida para Machakos foi uma jornada traiçoeira pelo grande deserto de Taru.
A primeira missão de Lugard era determinar a viabilidade de uma rota de Mombaça a Machakos que contornasse o deserto de Taru. Ele explorou o rio Sabaki e a região vizinha, além de elaborar um esquema para a emancipação dos escravos mantidos pelos árabes no continente de Zanzibar.
Em agosto de 1890, Lugard partiu a pé de Mombasa para Uganda, para garantir a predominância britânica sobre a influência alemã na área e pôr um fim aos distúrbios civis entre facções no reino de Buganda. No caminho, Lugard foi instruído a entrar em tratados com tribos locais e construir fortes a fim de garantir passagem segura para futuras expedições da IBEAC. O IBEAC empregou documentos oficiais do tratado que foram assinados pelo administrador e pelos líderes locais, mas Lugard preferiu a cerimônia mais justa e firmou várias parcerias de fraternidade com líderes que habitavam as áreas entre Mombasa e Uganda. Uma de suas famosas parcerias de sangue foi selada em outubro de 1890 durante sua jornada para Uganda, quando ele parou em Dagoretti, no território de Kikuyu, e fez uma aliança com Waiyaki Wa Hinga.
Lugard foi Administrador Militar de Uganda de 26 de dezembro de 1890 a maio de 1892. Enquanto administrava Uganda, ele viajou pelas Montanhas Rwenzori até o Lago Edward, mapeando uma grande área do país. Ele também visitou o Lago Albert e trouxe alguns milhares de sudaneses que foram deixados lá por Emin Pasha e H. M. Stanley durante a Expedição de Socorro do Emin Pasha.
Quando Lugard retornou à Inglaterra em 1892, ele dissuadiu com sucesso o Primeiro Ministro William Ewart Gladstone de permitir que o IBEAC abandonasse Uganda.

## Serviço colonial
Em 1894, Lugard foi despachado pela Royal Niger Company para Borgu, onde assegurou tratados com os reis e chefes que reconheciam a soberania da companhia britânica, enquanto reduzia a influência de outras potências coloniais. De 1896 a 1897, Lugard encarregou-se de uma expedição ao Lago Ngami, no moderno Botsuana, em nome da Companhia Britânica do Oeste de Charterland. Ele foi chamado de Ngami pelo governo britânico e enviado à África Ocidental, onde foi contratado para levantar uma força nativa para proteger os interesses britânicos no interior da colônia de Lagos e na Nigéria contra a agressão francesa. Em agosto de 1897, Lugard organizou a Força de Fronteira da África Ocidental e a comandou até o final de dezembro de 1899, quando as disputas com a França foram resolvidas.
Após renunciar ao comando da Força de Fronteira da África Ocidental, Lugard foi nomeado Alto Comissário do recém-criado protetorado do norte da Nigéria. Ele esteve presente no Monte Patti, Locoja, e leu a proclamação que estabeleceu o protetorado em 1 de janeiro de 1900. Naquela época, a porção do norte da Nigéria sob controle efetivo era pequena, e a tarefa de Lugard em organizar esse vasto território foi dificultada pela recusa do sultão de Socoto e de muitos outros príncipes Fula em cumprir suas obrigações do tratado.
Em 1903, o controle britânico sobre todo o protetorado foi possível graças a uma campanha bem-sucedida contra o emir de Cano e o sultão de Socoto. Quando Lugard renunciou ao cargo de comissário em 1906, toda a Nigéria estava sendo administrada pacificamente sob a supervisão de residentes britânicos. Houve, no entanto, revoltas que foram brutalmente reprimidas pelas tropas de Lugard. Uma rebelião de Mádi em 1906 em Satiru, uma vila perto de Socoto, resultou na destruição total da cidade e em um grande número de baixas.
Lugard foi nomeado cavaleiro em 1901 por seu serviço na Nigéria.

## Governador de Hong Kong
Cerca de um ano depois que ele renunciou ao cargo de alto comissário do protetorado do norte da Nigéria e foi nomeado governador de Hong Kong, cargo que ocupou até março de 1912. Durante seu mandato, Lugard propôs devolver Weihaiwei ao governo chinês, em retorno para a cessação dos novos territórios alugados em perpetuidade. No entanto, a proposta não foi bem recebida nem adotada. Alguns acreditavam que, se a proposta fosse aprovada, Hong Kong poderia permanecer para sempre nas mãos dos britânicos.
O principal interesse de Lugard era a educação e ele foi amplamente lembrado por seus esforços na fundação da Universidade de Hong Kong em 1911. Ele se tornou o primeiro chanceler, apesar das frias recepções do Imperial Colonial Office e de empresas britânicas locais, como Hong Kong e Xangai Corporação Bancária. De fato, a idéia de Lugard era criar uma cidadela do ensino superior que pudesse servir como o principal portador da cultura ocidental no Oriente. Ele foi apoiado financeiramente por seu bom amigo Sir Hormusjee Naorojee Mody, que compartilhou a mesma visão para uma universidade em Hong Kong.

## Governador da Nigéria
Em 1912, Lugard retornou à Nigéria como governador dos dois protetorados. Sua missão era combinar as duas colônias em uma. Embora controversa em Lagos, onde se opôs a uma grande parte da classe política e da mídia, a fusão não despertou paixão no resto do país porque as pessoas desconheciam as implicações. Lugard não prestou atenção na opinião pública, nem ele sentiu que havia necessidade de consenso entre os locais sobre um assunto político tão sério que teve implicações importantes para as duas colônias. De 1914 a 1919, Lugard atuou como governador geral do agora combinado colônia da Nigéria. Ao longo de seu mandato, ele procurou arduamente garantir a melhoria da condição do povo nativo, entre outros meios pela exclusão, sempre que possível, de bebidas alcoólicas e pela supressão de invasão de escravos e escravidão.
Lugard, auxiliado por sua esposa, Flora Shaw, inventaram uma lenda que distorceu o entendimento dele, da Nigéria e do colonialismo por décadas. Ele acreditava que "o africano típico ... é uma pessoa feliz, sem dinheiro, empolgada, sem autocontrole, disciplina e previsão, naturalmente corajosa, cortês e educada, cheia de vaidade pessoal, com pouca veracidade; em resumo, as virtudes e defeitos desse tipo de raça são os de crianças atraentes".
O financiamento da colônia da Nigéria no desenvolvimento da infraestrutura do estado, como portos, ferrovias e hospitais no sul da Nigéria, provém de receitas geradas por impostos sobre o álcool importado. No norte da Nigéria, a receita que permitiu projetos de desenvolvimento do estado foi menor porque os impostos estavam ausentes e, portanto, o financiamento de projetos foi coberto pela receita gerada no sul.
A Guerra de Adubi ocorreu durante seu governo. No norte da Nigéria, Lugard permitiu a escravidão nas famílias tradicionais de elite. Ele detestava os africanos instruídos e sofisticados das regiões costeiras. Lugard dirigia o país enquanto passava metade de cada ano na Inglaterra, onde ele podia se promover e estava distante das realidades da África, onde os subordinados tinham que adiar decisões sobre muitos assuntos até que ele voltasse. Ele baseou seu governo em um sistema militar - ao contrário de William MacGregor, um médico que se tornou governador, que se misturava com todas as classes de pessoas e ouvia o que era desejado. Mais tarde, Lugard, que se opôs à "educação nativa", se envolveu na Universidade de Hong Kong, e o homem que não gostava de comerciantes e empresários se tornou diretor de um banco nigeriano.

## O mandato duplo na África Tropical Britânica
O Mandato Duplo de Lugard na África Tropical Britânica foi publicado em 1922 e discutiu o domínio indireto na África colonial. Neste trabalho, Lugard descreveu as razões e métodos que ele recomendou para a colonização da África pela Grã-Bretanha. Algumas de suas justificativas incluem espalhar o cristianismo e acabar com a "barbárie" (como o sacrifício humano). Ele também viu a colonização patrocinada pelo estado como uma maneira de proteger missionários, chefes locais e pessoas locais um do outro, bem como de potências estrangeiras. Para Lugard, também era vital que a Grã-Bretanha ganhasse o controle de áreas não reclamadas antes da Alemanha, Portugal ou França reivindicarem a terra e seus recursos para si. Ele percebeu que havia vastos lucros a serem obtidos através da exportação de recursos como borracha e tributação de populações nativas, além de importadores e exportadores (o contribuinte britânico continuamente perdia as colônias nesse período). Além disso, esses recursos e mão-de-obra nativa barata (a escravidão foi proibida pela Grã-Bretanha em 1834) forneceriam combustível vital para a revolução industrial na Grã-Bretanha sem recursos, além de dinheiro para projetos de obras públicas. Finalmente, Lugard argumentou que a colonização havia se tornado uma moda e que, para permanecer uma superpotência, a Grã-Bretanha precisaria manter colônias para evitar parecer fraca.

## Liga das Nações e ativismo contra a escravidão
Entre 1922 e 1936, Lugard foi o representante britânico na Comissão de Mandatos Permanentes da Liga das Nações. Durante esse período, ele serviu primeiro na Comissão Temporária de Escravidão e esteve envolvido na organização da Convenção da Escravidão de 1926. Ele havia apresentado uma proposta para a Convenção ao governo britânico. Embora inicialmente tenham ficado alarmados com isso, o governo britânico apoiou a proposta (após submetê-la a uma reformulação considerável) e ela acabou sendo promulgada. Lugard atuou no Comitê de Especialistas em Trabalho Nativo da Organização Internacional do Trabalho, de 1925 a 1941.
Lugard pressionou pelo domínio nativo nas colônias africanas. Ele argumentou que os africanos negros eram muito diferentes dos europeus brancos, embora especulasse sobre a mistura de sangue ariano ou hamítico decorrente do advento do Islã entre os hauçás e fulas. Ele considerou que os nativos deveriam agir como uma espécie de gerente intermediário na governança colonial. Isso evitaria revolta porque, ele acreditava, o povo da África teria maior probabilidade de seguir alguém que se parecesse com eles, falasse suas línguas e compartilhasse seus costumes.
Olufemi Taiwo argumenta que Lugard realmente impediu os africanos qualificados, que haviam sido educados na Grã-Bretanha, de desempenhar um papel ativo no desenvolvimento do país; ele desconfiava tanto dos "intelectuais" brancos quanto dos negros - acreditando que os princípios que eles ensinavam nas universidades estavam frequentemente errados. Ele preferiu avançar líderes proeminentes hauçás e fulas das estruturas tradicionais.

## Honras
Lugard foi nomeado Companheiro da Ordem do Banho (CB) em 1895. [30] Ele foi cavaleiro como Comandante Cavaleiro da Ordem de São Miguel e São Jorge (KCMG) nas honras do Ano Novo de 1901 [21] e elevado a uma Grande Cruz do Cavaleiro (GCMG) em 1911. Foi nomeado para o Conselho Privado no Honras do Ano Novo de 1920. Em 1928, ele foi ainda mais homenageado quando foi elevado ao grupo como Barão Lugard, de Abinger, no condado de Surrey.
A Real Sociedade Geográfica concedeu a ele a Medalha de Ouro do Fundador em 1902 pela atenção persistente à geografia africana.
Um busto de bronze de Lugard, criado por Pilkington Jackson em 1960, é realizado na National Portrait Gallery, em Londres.

## Vida Pessoal

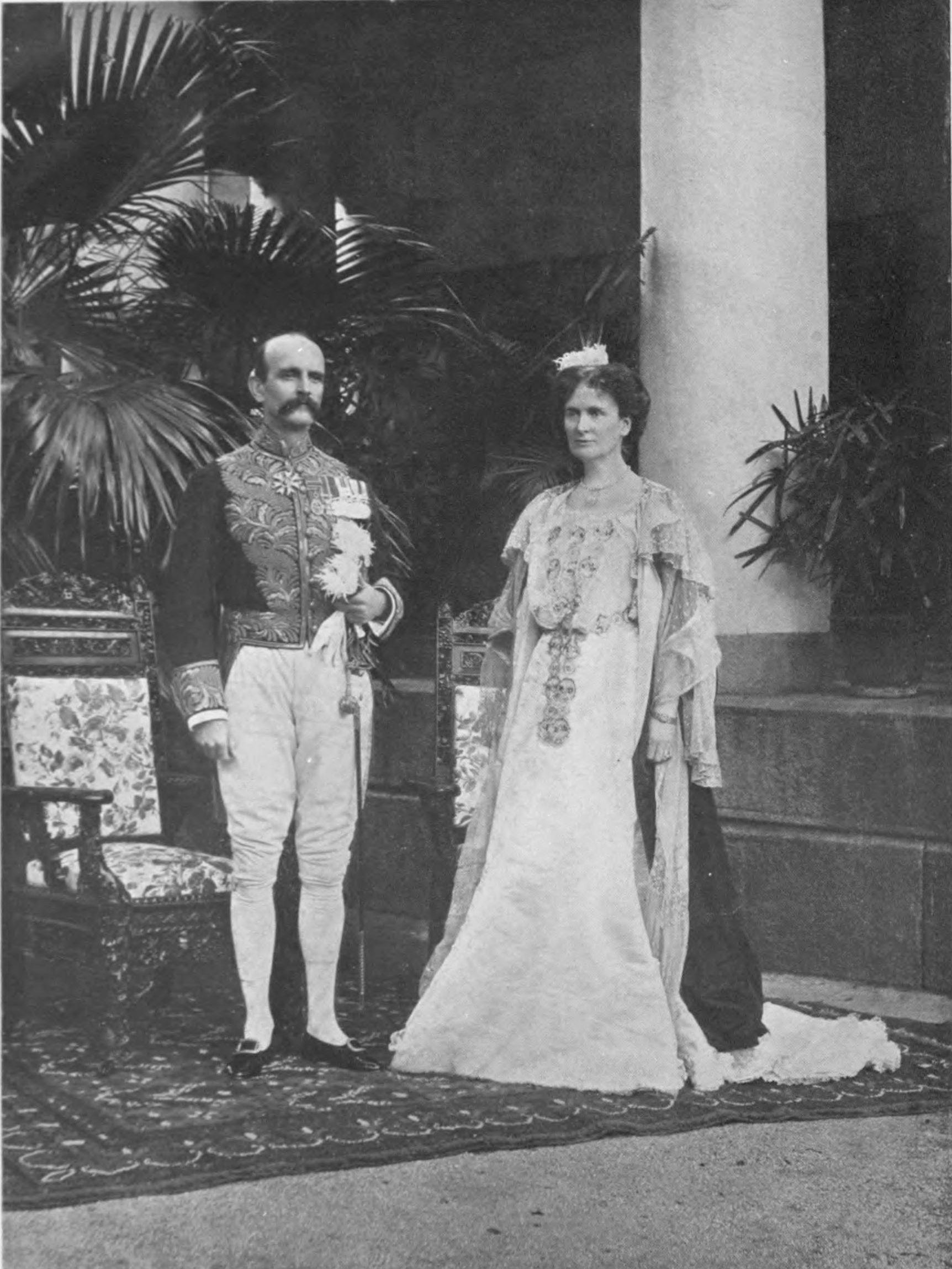
Lorde e Lady Lugard.

Lugard casou-se em 10 de junho de 1902, com Flora Shaw, filha do major-general George Shaw e neta de Sir Frederick Shaw, terceiro baronete. Foi escritora do The Times e cunhou o nome da Nigéria. Não houve filhos do casamento. Ela morreu em janeiro de 1929; Lugard sobreviveu a ela por dezesseis anos e morreu em 11 de abril de 1945, aos 87 anos. Como os dois não tiveram filhos, o baronato se extinguiu. Seu corpo foi cremado no Woking Crematorium, na Inglaterra.

## Trabalhos publicados
- Em 1893, Lugard publicou The Rise of our East African Empire, que era parcialmente uma autobiografia. Ele também foi autor de vários relatórios valiosos sobre o norte da Nigéria, publicados pelo Escritório Colonial.[41]

- O mandato duplo na África Tropical Britânica, 1922.[42][43]

## Livros e Artigos
- Lord Lugard, Frederick D. (1965). O mandato duplo na África Tropical Britânica. Quinta edição. Londres: Frank Cass & Co. Ltd.[44]
- Pederson, Susan (2015). Os Guardiões: a Liga das Nações e a Crise do Império. Oxford: Oxford University Press.[45]
- Perham, Margery (1956). Lugard. Volume 1: Os anos de aventura 1858-1898. Londres: Collins.[46]
- Perham, Margery (1960). Lugard. Volume 2: Os anos de autoridade 1898-1945. Londres: Collins.[46]
- Perham, Margery (ed.) (1959). Os Diários de Lord Lugard (3 Vols.). Londres: Faber & Faber.[46]
- Middleton, Dorothy (1959). Lugard na África. Londres: Robert Hale, Ltd.[47]
- Miller, Charles (1971). O Lunatic Express, um entretenimento no imperialismo.[48]
- Meyer e Brysac (2008). Kingmakers: a invenção do Oriente Médio moderno. Nova Iorque, Londres: W.W. Norton.[49]
- Perham, Marjery (julho de 1945). "Lord Lugard: uma apreciação geral". África: Revista do Instituto Africano Internacional.[50]
- Taiwo, Alufemi (1999). "Lendo a mente do colonizador: Lord Lugard e os fundamentos filosóficos do colonialismo britânico". Em Babbitt, Susan E; Campbell, Sue (orgs.). Racismo e Filosofia. Imprensa da Universidade de Cornell.[51]